# Discografia di Toni Braxton
La discografia di Toni Braxton, cantante statunitense, comprende dieci album in studio, dieci raccolte, sei EP e 36 singoli, di cui quattro in collaborazione con altri artisti.

## Album

### Album in studio
| Anno | Titolo | Posizione massima | Posizione massima | Posizione massima | Posizione massima | Posizione massima | Posizione massima | Posizione massima | Posizione massima | Posizione massima | Posizione massima | Certificazioni |
| Anno | Titolo | US                | AUS               | CAN               | FRA               | GER               | IRE               | NLD               | NZ                | SWI               | UK                | Certificazioni |
| ---- | --- | ----------------- | ----------------- | ----------------- | ----------------- | ----------------- | ----------------- | ----------------- | ----------------- | ----------------- | ----------------- | --- |
| 1993 | Toni Braxton - Pubblicato: 13 luglio 1993 - Etichetta: LaFace Records, Arista Records - Formati: CD, LP, musicassetta                 | 1                 | 6                 | 4                 | —                 | 7                 | —                 | 11                | 2                 | —                 | 4                 | - USA: Platino (8) - AUS: Oro - CAN: Platino (2) - UK: Oro                                                          |
| 1996 | Secrets - Pubblicato: 18 giugno 1996 - Etichetta: LaFace Records, Arista Records - Formati: CD, LP, musicasetta                       | 2                 | 11                | 4                 | 22                | 2                 | 7                 | 11                | 1                 | 1                 | 10                | - USA: Platino (8) - AUS: Platino (2) - CAN: Platino (2) - FRA: Platino - GER: Platino - SWI: Platino (2) - UK: Oro |
| 2000 | The Heat - Pubblicato: 25 aprile 2000 - Etichetta: LaFace Records - Formati: CD, LP, musicasetta                                      | 2                 | 14                | 1                 | 9                 | 3                 | 15                | 30                | 3                 | 2                 | 3                 | - USA: Platino (2) - AUS: Oro - GER: Platino - SWI: Platino (2) - UK: Oro                                           |
| 2001 | Snowflakes - Pubblicato: 23 ottobre 2001 - Etichetta: LaFace Records - Formati: CD, musicasetta                                       | 119               | —                 | —                 | —                 | 92                | —                 | —                 | —                 | —                 | —                 | - USA: Oro |
| 2002 | More Than a Woman - Pubblicato: 19 novembre 2002 - Etichetta: Arista Records - Formati: CD, LP                                        | 13                | —                 | 66                | 90                | 37                | —                 | 88                | —                 | 23                | 123               | - USA: Oro |
| 2005 | Libra - Pubblicato: 27 settembre 2005 - Etichetta: Blackground Records - Formati: CD, download digitale                               | 4                 | —                 | —                 | —                 | 60                | —                 | —                 | —                 | 25                | —                 | - USA: Oro |
| 2010 | Pulse - Pubblicato: 4 maggio 2010 - Etichetta: Atlantic Records - Formati: CD, download digitale                                      | 9                 | —                 | 72                | —                 | 18                | —                 | 83                | —                 | 9                 | 28                | |
| 2014 | Love, Marriage & Divorce (con Babyface) - Pubblicato: 4 febbraio 2014 - Etichetta: Motown - Formati: CD, download digitale, streaming | 4                 | —                 | —                 | —                 | —                 | —                 | 45                | —                 | —                 | 75                | - USA: Oro |
| 2018 | Sex & Cigarettes - Pubblicato: 23 marzo 2018 - Etichetta: Def Jam Recordings - Formati: CD, download digitale, streaming              | 22                | —                 | —                 | —                 | —                 | —                 | 170               | —                 | —                 | 33                | |
| 2020 | Spell My Name - Pubblicato: 28 agosto 2020 - Etichetta: Island Records - Formati: CD, download digitale, streaming                    | 163               | —                 | —                 | —                 | —                 | —                 | —                 | —                 | —                 | —                 | |

### Raccolte
| Anno | Titolo | Posizione massima | Posizione massima | Posizione massima | Certificazioni |
| Anno | Titolo | US                | SWI               | UK                | Certificazioni |
| ---- | --- | ----------------- | ----------------- | ----------------- | -------------- |
| 2003 | Ultimate Toni Braxton - Pubblicato: 4 novembre 2003 - Etichetta: Arista Records, Sony BMG - Formati: CD, download digitale        | 119               | 86                | 23                | - UK: Oro      |
| 2004 | Artist Collection: Toni Braxton - Pubblicato: 12 ottobre 2004 - Etichetta: Sony BMG - Formati: CD                                 | —                 | —                 | —                 |                |
| 2004 | Platinum & Gold Collection - Pubblicato: 12 ottobre 2004 - Etichetta: LaFace Records - Formati: CD, LP, musicasetta               | —                 | —                 | —                 |                |
| 2005 | Un-Break My Heart: The Remix Collection - Pubblicato: 12 aprile 2005 - Etichetta: LaFace Records - Formati: CD, download digitale | —                 | —                 | —                 |                |
| 2005 | Breathe Again: Toni Braxton at Her Best - Pubblicato: 26 aprile 2005 - Etichetta: LaFace Records - Formati: CD                    | —                 | —                 | —                 |                |
| 2007 | The Essential Toni Braxton - Pubblicato: 20 febbraio 2007 - Etichetta: LaFace Records - Formati: CD                               | —                 | —                 | —                 |                |
| 2007 | The Best So Far - Pubblicato: 2007 - Etichetta: Som Livre - Formati: CD                                                           | —                 | —                 | —                 |                |
| 2008 | Playlist: The Very Best of Toni Braxton - Pubblicato: 28 ottobre 2008 - Etichetta: Sony Music - Formati: download digitale        | —                 | —                 | —                 |                |
| 2009 | Breathe Again: The Best of Toni Braxton - Pubblicato: 5 giugno 2009 - Etichetta: Sony Music - Formati: CD, download digitale      | —                 | —                 | —                 |                |
| 2010 | Essential Mixes - Pubblicato: 20 settembre 2010 - Etichetta: Sony Music - Formati: download digitale                              | —                 | —                 | —                 |                |

## Extended play
| Anno | Titolo e dettagli |
| ---- | --- |
| 2007 | Discover Toni Braxton - Pubblicato: 20 novembre 2007 - Etichetta: LaFace Records, Legacy Recordings - Formati: download digitale |
| 2010 | Discover More - Pubblicato: 9 novembre 2010 - Etichetta: LaFace Records, Legacy Recordings - Formati: download digitale          |
| 2010 | Discover Beyon - Pubblicato: 9 novembre 2010 - Etichetta: LaFace Records, Legacy Recordings - Formati: download digitale         |
| 2011 | Soul Pack: Toni Braxton - Pubblicato: 7 giugno 2011 - Etichetta: 360 Music, X5 Music Group - Formati: download digitale          |
| 2017 | Coping (Remixes) - Pubblicato: 10 novembre 2017 - Etichetta: Def Jam Recordings - Formati: download digitale                     |
| 2020 | Home All Alone - Pubblicato: 14 agosto 2020 - Etichetta: Island Records - Formati: download digitale                             |

## Singoli

### Come artista principale
| Anno                                                                                          | Titolo                                          | Posizione massima | Posizione massima | Posizione massima | Posizione massima | Posizione massima | Posizione massima | Posizione massima | Posizione massima | Posizione massima | Posizione massima | Album                    |
| Anno                                                                                          | Titolo                                          | US                | AUS               | CAN               | FRA               | GER               | IRE               | NLD               | NZ                | SWI               | UK                | Album                    |
| --------------------------------------------------------------------------------------------- | ----------------------------------------------- | ----------------- | ----------------- | ----------------- | ----------------- | ----------------- | ----------------- | ----------------- | ----------------- | ----------------- | ----------------- | ------------------------ |
| 1992                                                                                          | Love Shoulda Brought You Home                   | 33                | —                 | —                 | —                 | —                 | —                 | —                 | —                 | —                 | 33                | Boomerang                |
| 1993                                                                                          | Another Sad Love Song                           | 7                 | 57                | 16                | —                 | 60                | —                 | 23                | —                 | —                 | 15                | Toni Braxton             |
| 1993                                                                                          | Breathe Again                                   | 3                 | 2                 | 7                 | —                 | 52                | 10                | 7                 | 2                 | —                 | 2                 | Toni Braxton             |
| 1993                                                                                          | Seven Whole Days                                | —                 | —                 | —                 | —                 | —                 | —                 | —                 | —                 | —                 | —                 | Toni Braxton             |
| 1994                                                                                          | You Mean the World to Me                        | 7                 | 49                | 6                 | —                 | 69                | —                 | —                 | 32                | —                 | 30                | Toni Braxton             |
| 1994                                                                                          | I Belong to You / How Many Ways                 | 28                | —                 | 80                | —                 | —                 | —                 | —                 | —                 | —                 | —                 | Toni Braxton             |
| 1996                                                                                          | You're Makin' Me High / Let It Flow             | 1                 | 2                 | 5                 | —                 | 47                | 21                | 13                | 5                 | —                 | 7                 | Secrets                  |
| 1996                                                                                          | Un-Break My Heart                               | 1                 | 6                 | 5                 | 8                 | 2                 | 2                 | 2                 | 18                | 1                 | 2                 | Secrets                  |
| 1997                                                                                          | I Don't Want To / I Love Me Some Him            | 19                | —                 | 13                | —                 | 37                | 10                | 33                | 21                | —                 | 9                 | Secrets                  |
| 1997                                                                                          | How Could an Angel Break My Heart (con Kenny G) | —                 | —                 | —                 | —                 | —                 | 16                | 36                | —                 | —                 | 22                | Secrets                  |
| 2000                                                                                          | He Wasn't Man Enough                            | 2                 | 5                 | 3                 | 14                | 20                | 12                | 4                 | 5                 | 7                 | 5                 | The Heat                 |
| 2000                                                                                          | Just Be a Man About It                          | —                 | —                 | —                 | —                 | —                 | —                 | —                 | —                 | —                 | 32                | The Heat                 |
| 2000                                                                                          | Spanish Guitar                                  | 98                | 44                | —                 | 37                | 45                | —                 | 17                | —                 | 49                | 32                | The Heat                 |
| 2001                                                                                          | Maybe                                           | —                 | —                 | —                 | —                 | —                 | —                 | —                 | —                 | —                 | —                 | The Heat                 |
| 2001                                                                                          | Snowflakes of Love                              | —                 | —                 | —                 | —                 | —                 | —                 | —                 | —                 | —                 | —                 | Snowflakes               |
| 2001                                                                                          | Christmas in Jamaica (con Shaggy)               | —                 | —                 | —                 | —                 | —                 | —                 | —                 | —                 | —                 | —                 | Snowflakes               |
| 2002                                                                                          | Hit the Freeway (feat. Loon)                    | 86                | 46                | 31                | —                 | 56                | 40                | —                 | —                 | 38                | 29                | More Than a Woman        |
| 2005                                                                                          | Please                                          | 104               | —                 | —                 | —                 | —                 | —                 | —                 | —                 | —                 | —                 | Libra                    |
| 2005                                                                                          | Trippin' (That's the Way Love Works)            | —                 | —                 | —                 | —                 | —                 | —                 | —                 | —                 | —                 | —                 | Libra                    |
| 2005                                                                                          | Take This Ring                                  | —                 | —                 | —                 | —                 | —                 | —                 | —                 | —                 | —                 | —                 | Libra                    |
| 2006                                                                                          | Suddenly                                        | —                 | —                 | —                 | —                 | —                 | —                 | —                 | —                 | —                 | —                 | Libra                    |
| 2009                                                                                          | Yesterday                                       | 116               | —                 | —                 | —                 | 20                | —                 | —                 | —                 | 17                | 50                | Pulse                    |
| 2010                                                                                          | Hands Tied                                      | —                 | —                 | —                 | —                 | —                 | —                 | —                 | —                 | —                 | —                 | Pulse                    |
| 2010                                                                                          | Make My Heart                                   | —                 | —                 | —                 | —                 | —                 | —                 | —                 | —                 | —                 | —                 | Pulse                    |
| 2012                                                                                          | I Heart You                                     | —                 | —                 | —                 | —                 | —                 | —                 | —                 | —                 | —                 | —                 | N.D.                     |
| 2013                                                                                          | Hurt You (con Babyface)                         | —                 | —                 | —                 | —                 | —                 | —                 | —                 | —                 | —                 | —                 | Love, Marriage & Divorce |
| 2013                                                                                          | Where Did We Go Wrong (con Babyface)            | —                 | —                 | —                 | —                 | —                 | —                 | —                 | —                 | —                 | —                 | Love, Marriage & Divorce |
| 2017                                                                                          | Deadwood                                        | —                 | —                 | —                 | —                 | —                 | —                 | —                 | —                 | —                 | —                 | Sex & Cigarettes         |
| 2018                                                                                          | Long As I Live                                  | —                 | —                 | —                 | —                 | —                 | —                 | —                 | —                 | —                 | —                 | Sex & Cigarettes         |
| 2020                                                                                          | Do It                                           | —                 | —                 | —                 | —                 | —                 | —                 | —                 | —                 | —                 | —                 | Spell My Name            |
| 2020                                                                                          | Dance                                           | —                 | —                 | —                 | —                 | —                 | —                 | —                 | —                 | —                 | —                 | Spell My Name            |
| "—" indica che l'opera non si è classificata o che non è stata pubblicata in quel territorio. |                                                 |                   |                   |                   |                   |                   |                   |                   |                   |                   |                   |                          |

### Come artista ospite
| 1992                                                                                          | Give U My Heart (Babyface feat. Toni Braxton)      | 29 | —  | — | Boomerang                      |
| 2003                                                                                          | Baby You Can Do It (Birdman feat. Toni Braxton)    | —  | —  | — | Birdman                        |
| 2006                                                                                          | The Time of Our Lives (Il Divo feat. Toni Braxton) | —  | 17 | 8 | Voices from the FIFA World Cup |
| 2020                                                                                          | Live Out Your Love (Kem feat. Toni Braxton)        | —  | —  | — | Love Always Wins               |
| "—" indica che l'opera non si è classificata o che non è stata pubblicata in quel territorio. |                                                    |    |    |   |                                |